# 리프트밸리열

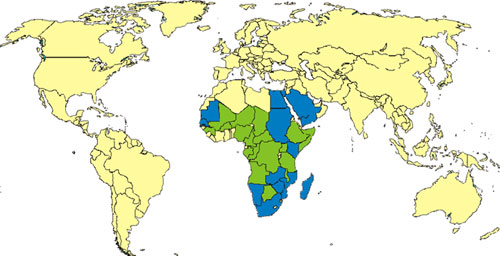
리프트 계곡 열의 분포(파랑은 유행하는 나라, 초록은 바이러스 또는 항체가 확인된 나라)

리프트 계곡 열(영어: Rift Valley fever)은 분야바이러스과(bunyaviridae) 플레보바이러스속(Phlebovirus)에 속하는 리프트계곡열 바이러스 감염을 원인으로 하는, 양, 염소, 소, 사람의 감염증이다. 일본에서는 가축 전염병 예방법에 따라 법정 전염병으로 지정되어 있으며, 대상 동물은 소, 물소, 양, 산양, 사슴이다. 감염 동물로부터 모기에 의해서 옮겨지는 것 외에, 감염 동물의 혈액이나 조직에 의해 사람이 감염될 수 있다. 사람에서는 인플루엔자 모양 증상을 나타내며, 일반적으로 증세는 양호하다. 양, 염소에서는 발열, 짙은 콧물, 설사를 나타내, 임신양이나 임신소에서는 90~100% 확률로 유산을 일으킨다. 병리학적으로는 간장의 괴사를 특징으로 한다. 양의 비활성화 백신과 생백신이 실용화되고 있다.

## 같이 보기
- 아보바이러스(arbovirus)